# 54521 Aladdin
54521 Aladdin este o planetă minoră (asteroid), cu un diametru de 15,762 km, din centura de asteroizi. A fost descoperită pe 23 august 2000 la Observatorul Reedy Creek de John Broughton⁠(d). 
Obiectul prezintă o orbită caracterizată de o semiaxă mare de 3,1959553979473 UAi, o excentricitate de 0,13, o înclinație de 14,5 ° în raport cu ecliptica.